# Elena Dobrowolski
Elena Dobrowolski (olykor Dobrovolski vagy Dobrovolschi, született Mărgărit, más házasságai révén Niculescu illetve Fodor) (Temesvár, 1936. október 25. –) kétszeres olimpiai és világbajnoki bronzérmes román szertornász, edző, kinetoterapeuta, egyetemi tanár.
A román olimpiai válogatott többi tagjával együtt (Elena Leușteanu, Sonia Iovan, Elena Săcălici, Uta Poreceanu, Emilia Vătășoiu-Liță, Georgeta Hurmuzachi) 1956-ban Melbourne-ben megszerezte Románia első csapattal szerzett olimpiai érmét.
A román válogatott többi tagjával (Elena Leușteanu, Agneta Hofman, Anica Țicu, Emilia Vătăşoiu-Liţă, Teofila Băiașu, Evelin Slavici) együtt az első olyan román tornász, aki világbajnokságon vett részt 1954-ben Rómában, illetve nyert érmet 1958-ban Moszkvában az akkori válogatott csapatával (Elena Petroșanu, Elena Leușteanu, Atanasia Ionescu, Sonia Iovan, Emilia Vătăşoiu-Liţă) együtt.

## Életpályája
A bukaresti Știința București sportklub tagjaként Nicolae Băiaşu edzette. 1953-ban került a román válogatottba, ahol edzői Caius Jianu, Maria Simionescu és Petre Dungaciu voltak.
Egyetemi tanulmányait a bukaresti Testnevelési Intézetben (jelenleg Nemzeti Testnevelési és Sport Egyetem) végezte.

### Felnőttként

#### Országos eredmények
Klubjával többszörös országos bajnok csapatversenyben. Egyéni bajnoki címet 1955-ben felemás korláton, 1960-ban pedig ugrásban szerzett.

#### Nemzetközi eredmények
1953-ban a World Youth Festival-on egyéni összetettben a harmincharmadik helyen végzett.
1958-ban a Románia-Ukrajna kétoldalú találkozón nyolcadik helyezést ért el.
1959-ben a Német Demokratikus Köztársaság–Románia találkozón tizedik, a Német Demokratikus Köztársaság–Románia–Franciaországon tizenkettedik helyen zárt.
Az 1962-es Románia–Német Demokratikus Köztársaság találkozón negyedik negyedik helyezett volt.

##### Világbajnokság
Világbajnokságon háromszor vett részt, egy bronzérmet szerezve.
Először 1954-ben Rómában, ahol negyedik helyet ért el a csapattal (Elena Petroșanu, Agneta Hofman, Anica Țicu, Emilia Vătășoiu-Liță, Teofila Băiașu, Evelin Slavici) és negyvenkilencedik helyen zárt egyéni összetettben.
Másodszor 1958-ban Moszkvában, ahol a csapattal (Elena Petroșanu, Emilia Vătășoiu-Liță, Elena Leușteanu, Sonia Iovan, Atanasia Ionescu) szerezte meg Románia első torna-világbajnoki érmét, egy bronzot, továbbá ötvenhetedik helyen végzett egyéni összetettben.
Harmadszor 1962-ben Prágában, akkor a csapattal (Emilia Vătăşoiu-Liţă, Sonia Iovan, Atanasia Ionescu, Mariana Ilie, Ana Mărgineanu) a kilencedik, egyéni összetettben pedig az ötvenötödik helyezést érte el.

##### Olimpiai játékok
Pályafutása során az olimpiai játékok két kiadásán vett részt, két bronzérmet szerezve.
Először az 1956. évi nyári olimpiai játékokon Melbourne-ben, ahol a csapattal (Elena Leușteanu, Emilia Vătăşoiu-Liţă, Elena Săcălici, Uta Poreceanu, Sonia Iovan, Georgeta Hurmuzachi) nyert bronzérmet, ezzel ő és csapattársai lettek Románia első olimpiai érmét megszerző tornászai csapatban. Ezen kívül ötödik volt kéziszeren, tizenhetedik talajon, huszonegyedik egyéni összetettben, huszonharmadik lóugrásban, huszadik talajon és huszonkettedik felemás korláton.
Másodszor az 1960. évi nyári olimpiai játékokon Róma, ahol ismét bronzérmes lett a csapattal (Elena Leușteanu, Atanasia Ionescu, Emilia Vătăşoiu-Liţă, Sonia Iovan, Uta Poreceanu), ötödik egyéni összetettben és lóugrásban, illetve hatodik felemás korláton és talajon.

### Visszavonulása után
Visszavonulása után a Bukaresti Gazdaságtudományi Akadémián (Academia de Studii Economice) volt egyetemi tanár, majd Németországban telepedett le, ahol kinetoterapeutaként tevékenykedik.

## Díjak, kitüntetések
1971-ben Kiváló Sportolói címmel tüntették ki.